# Репьёвка (Бирский район)
Репьёвка (баш. Репьевка) — упразднённое село в Бирском районе Республики Башкортостан Российской Федерации. Входила в состав Старопетровского сельсовета.

## Название
Имело два названия: Ново-Троицкая (Репьевка).

## География
По Списку населенных мест 1870 года находилась между правою стороной почтового тракта из города Бирска в Уфу и правым берегом реки Белой.
Возле селения находился (по данным на 1906 год) хутор Ю. Ф. Шестакова.

### Географическое положение
Расстояние до села Репьёвка Старопетровского сельсовета (по данным справочника АТД БАССР 1952 года) от:
- районного центра и ближайшей пристани (Бирск): 25 км,
- центра сельсовета (Старопетрово): 5 км,
- ближайшей ж/д станции (Бензин): 84 км

## История
Планы сельца Ново-Троицкое, Репьевка тож датируются датами 1803 и 1864 годами.
Сельцом владел помещик Фёдор Евграфович Шестаков. Сохранилась Уставная грамота Бирского уезда Старо-Петровской волости сельца Ново-Троицкого 1862 года /в деле приводится приговор крестьян по сельскому сходу от 24 октября 1862 г.
До упразднения уездно-губернского деления входило в состав Старопетровской волости.
Дата упразднения неизвестна.

## Население
Список населённых мест Российской империи по сведениям 1859—1873 годов
приводит такие данные: жителей мужского пола — 83, женского — 60, всего 143. К 1905 году мужчин — 212, женщин -
214, всего 426.

## Инфраструктура
Личное подсобное хозяйство с зоной сельскохозяйственного использования, индивидуальная застройка усадебного типа. К 1905 году — 72 двора, к 1873 году — 26.
Сборник статистических сведений по Бирскому уезду 1899 года:
«Деревня Репьевка /Ново-Троицкое тож: расположена на ровном и высоком месте, у южной стороны надельной земли, в 25 верстах от г. Бирска и 65 верстах от станции железной дороги — Уфа. При селении ключ Бектемиров. Население: русское, бывшие помещичьи крестьяне, в числе 131 ревизской души по X ревизии. Земля в двух участках: один при селении, другой в 5 верстах. Пашня по возвышенной местности по скату к р. Урьяде. В полях 3 оврага, с площадью 3 десятины. Распахана давно и сильно выпахана. Почва: 150 десятин — песчаный суглинок, остальная — супесчаная, темно-серого цвета, глубиною 8 вершков. Подпочва — красноватая вязкая глина, и частью — песок с примесью глины. Удобрять начали с 1894 г. В селении 5 веялок. Огороды разводятся. Выгон присельный, местоположение возвышенное. Сенокос суходольный. Сеном обходятся. Избы топят покупными дровами. В селении 1 бакалейная лавка отдельного хозяина. Промыслы: 7 человек нанимаются на поденные работы у соседних землевладельцев по 30—50 коп.».
«Полный алфавитный список всех населенных мест Уфимской губернии» 1906 года приводит данные по инфраструктуре: хлебо-запасный магазин, кузница, бакалейная лавка.

## Транспорт
Просёлочная дорога упоминается в Справочнике 1906 года.